# 烏利奇卡河
烏利奇卡河（烏克蘭語：Уличка），是烏克蘭東北部的河流，屬於茲諾比夫卡河的支流。該河發源自中布達西北部，流經蘇梅州的紹斯特卡區，河道全長37公里，流域面積220平方公里。